# D・W・バッファ
D・W・バッファ（Dudley.W.Buffa、1940年 - ）はアメリカ合衆国の作家。
弁護士「ジョーゼフ・アントネッリ」を主人公とする、いわゆる「法廷もの」とよばれるリーガル・サスペンス（法廷推理小説）のシリーズを連作している。

## 略歴
サンフランシスコに生まれ、サンフランシスコ・ベイエリアで育つ。ミシガン州立大学卒業の後、シカゴ大学にて政治学博士号を取得、デトロイトのウェイン州立大学で法律の学位を受け、その後10年間に亘り弁護士として働いた。
カリフォルニア州ナパヴァレィ在住。

## 作品リスト
- The Defense（1997）『弁護』（訳=二宮磬/文春文庫）
- The Prosecution（1999）『訴追』（訳=二宮磬/文春文庫）
- The Judgment（2001）『審判』（訳=二宮磬/文春文庫）
- The Legacy（2002）『遺産』（訳=二宮磬/文春文庫）
- Star Witness（2003）『聖林（ハリウッド）殺人事件』（訳=二宮磬/文春文庫）
- Breach of Trust（2004）
- Trial by Fire（2005）